# 奧古斯特·馮·佩爾策恩
奧古斯特·馮·佩爾策恩（德語：August von Pelzeln，1825年5月10日—1891年9月2日）是一名奧地利鳥類學家。他是小說家卡羅琳·皮希勒的孫子。
他曾就讀於維也納大學，後來在帝國自然史博物館的蠕蟲學家卡爾·莫里茲·迪辛手下擔任助理（1851年起）。185 年，他獲得以前由約翰·雅各布·赫克爾擔任的館長職務，隨後負責鳥類（1857年）和哺乳動物（1869年）的收藏。他研究了約翰·納特爾在巴西收集的343種鳥類。
由於健康狀況不佳，他被迫從博物館退休，並於1891年9月2日在維也納附近的奧伯多布林去世，享年66歲。

## 外部連結
- Google Search （页面存档备份，存于） (publications by August von Pelzeln)